# Wald südlich von Otzberg
Wald südlich von Otzberg este o arie protejată (arie specială de conservare — SAC, sit de importanță comunitară — SCI) din Germania întinsă pe o suprafață de 305,63 ha, integral pe uscat.

## Localizare
Centrul sitului Wald südlich von Otzberg este situat la coordonatele 49°48′13″N 8°55′39″E / 49.8036°N 8.9275°E.

## Înființare
Situl Wald südlich von Otzberg a fost declarat sit de importanță comunitară în noiembrie 2004 pentru a proteja 1 specie de animale. Situl a fost protejat și ca arie specială de conservare în martie 2008.

## Biodiversitate
Situată în ecoregiunea continentală, aria protejată conține 3 habitate naturale: Păduri de fag Luzulo-Fagetum, Păduri de fag Asperulo-Fagetum, Păduri aluvionare cu Alnus glutinosa și Fraxinus excelsior (Alno-Padion, Alnion incanae, Salicion albae).
La baza desemnării sitului se află o specie protejată de  nevertebrate: Euplagia quadripunctaria.